# Station Mytholmroyd
Mytholmroyd is een spoorwegstation van National Rail in Mytholmroyd, Calderdale in Engeland. Het station is eigendom van Network Rail en wordt beheerd door Northern Rail. 